# Pierre Allix
Pierre Allix (* 5. Dezember 1641 in Alençon, Frankreich; † 3. März 1717 in London) war ein Geistlicher der Reformierten Kirche in Frankreich (Église réformée français) und Autor theologischer Werke.

## Leben
Allix war ein Sohn des reformierten Geistlichen Pierre Allix und Enkel des Arztes Israël Allix. Beim Studium an den Akademien in Saumur und Sedan zeigte sich seine große Begabung für die altorientalischen Sprachen Hebräisch, Syrisch, Aramäisch. Zunächst wurde er Pfarrer in St. Agobile in der Champagne und in Rouen, danach 1670 in Charenton, wo sich zur damaligen Zeit das religiöse Zentrum der Reformierten Kirche in Frankreich befand.
Nach dem Widerruf des Edikts von Nantes im Jahre 1685 musste er nach London fliehen. Er gründete dort mit Zustimmung des Königs Jakob II. von England eine französisch-reformierte Kirche für die zahlreichen dorthin geflohenen Hugenotten. 1690 wurde er Domkapitular (Kanonikus/Canon) der Kathedrale von Salisbury. Durch seine Gelehrsamkeit genoss er ein so hohes Ansehen, dass er den Ehrendoktortitel der Universitäten von Oxford und Cambridge erhielt.
Ludwig XIV. wollte, dass er zum Katholizismus konvertiere und nach Frankreich zurückkehre. Dazu bot er ihm über einen Sondergesandten eine Pension von 3000 bis 4000 Livres. Aber Pierre Allix widerstand allen diesen Angeboten.
Er war Vater von drei Kindern, sein ältester Sohn, auch mit Namen Pierre, wurde Kaplan des Königs von England und Dekan an der Kathedrale von Ely in Cambridgeshire.

## Werke
Pierre Allix war überaus produktiv. Seine zahlreichen Bücher in Englisch, Französisch und Latein bezeugen seine große theologische Gelehrsamkeit. In seinen Kirchengeschichts-Werken Quelques remarques sur l'histoire ecclésiastique des églises antiques de Piémont (1690) und Remarques sur l'histoire ecclésiastique des églises antiques des Albigeois (1692) wandte er sich gegen die Ansichten des Bischofs Jacques Bénigne Bossuet. Er versuchte zu beweisen, dass die Katharer (auch Albigenser genannt) keine dualistische Form des Christentums lehrten, sondern identisch seien mit den Waldensern. Er trug viel dazu bei, diesen Irrtum lange in der Kirchengeschichte zu erhalten. Von der englischen Kirche bekam er den Auftrag, eine vollständige Geschichte der Konzilien zu schreiben, die in sieben Folio-Bänden bestehen sollte, aber niemals erschien. Allix schuf auch eine französische Bibelübersetzung. Wie viele seiner reformierten Zeitgenossen glaubte er, wegen der Widerwärtigkeiten und Unglücke im damaligen Zeitgeschehen, an die unmittelbar bevorstehende Wiederkunft Jesu Christi. In einer seiner Abhandlungen bestimmte er dafür das Jahr 1720, spätestens das Jahr 1736.
Allix' apologetisch orientierte Réflexions sur les livres de l'Ecriture sainte wurden 1702 auch in deutscher Übersetzung veröffentlicht (Vernünfftige Betrachtungen, über die Bücher der H. Schrifft. Die Warheit der Christlichen Religion dadurch zu behaupten). 1707 gab Gottfried Arnold eine deutsche Übersetzung seines Judgement of the ancient jewish church against the Unitarians in the controversy upon the holy trinity and the divinity of our blessed saviour heraus (Ausspruch der alten Jüdischen Kirchen wider die Unitarios in der Streit-Sache wegen der H. Dreyeinigkeit und der Gottheit unsers Hochgelobten Heylandes).

## Schriften

### Predigten
- Douze sermons de P.A. ministre du Saint Évangile, sur divers textes, Rotterdam, Reinier Leers, 1685.
- Douze sermons de P.A. sur divers textes, Rotterdam, Reinier Leers, 1685.
- Douze sermons, Rotterdam, Reinier Leers, 1685.
- Les devoirs du saint ministère, ou Sermon sur les paroles de S. Paul à Tite au chapitre II v. 7 & 8 : prononcé à Vitry le François le 12 May 1675 en présence du Synode, & pour l'imposition des mains du sieur Droüet Ministre à Epense, Charenton : Olivier de Varennes, 1676.
- Les Malheurs de l'impénitence, ou Sermon sur les paroles du I chap. du livre des proverbes aux vers. 24, 25, 26, 27, 28 : prononcé à Charenton le 28 décembre 1675 jour de jeûne, Charenton, Olivier de Varennes, 1677.

### Bibelübersetzung
- La Sainte Bible, qui contient le Vieux et le Nouveau Testament, c’est-à-dire, l'ancienne et la nouvelle alliance. Le tout reveu et conféré sur les textes hébreux & grecs par les pasteurs & les professeurs de l'Église de Genève. Avec les indices nécessaires pour l'instruction du lecteur. On a ajouté en cette dernière édition les Pseaumes de David, Amsterdam, aux dêpens de la compagnie, et se vend chez P. Mortier, et J. L. de Lorme, 1702.

### Kirchengeschichtliche Werke
- Dissertatio de Trisagii Origine, Rouen, Jean Lucas, 1674. Publié sous le pseudonyme Petro A.V.D.M., l'ouvrage fut mis à l'Index librorum prohibitorum par un décret du 17 octobre 1678. Étudiant les origines historiques du Trisagion, Allix n'y voit que l'exploitation d'un fait divers (un tremblement de terre à Constantinople en 446) et souligne le prétendu contenu magique de la formule.
- Quelques remarques sur l'histoire ecclésiastique des églises antiques de Piémont, 1690. (Some Remarks upon the ecclesiastical history of the ancient churches of Piedmont. London 1690, 8 Volumes)
- Remarques sur l'histoire ecclésiastique des églises antiques des Albigeois, 1692. (Remarks upon the ecclesiastical history of the ancient churches of the Albigenses. London, 1692. 4 Volumes)

### Andere Schriften
- Les Maximes du vray chrétien, Charenton, A. Cellier, 1678.
- Préparation a la Sainte Cène, Charenton, Veuve A. Cellier, 1682.
- Ratramne, ou Bertram prêtre, Du corps et du sang du Seigneur : avec une dissertation préliminaire, sur Ratramme, & une autre dissertation historique sur la vie & les ouvrages de cet auteur, traduite de l'anglois, Quevilly, Jean Lucas, 1672.
- Réflexions sur les cinq livres de Moyse : pour établir la vérité de la religion chrétienne, Amsterdam, Pierre Mortier, 1687.
- Réflexions sur les livres de l'Ecriture Sainte, pour établir la vérité de la religion chrétienne, Amsterdam, P. Marret, 1689.
- Réponse a la dissertation qui est à la fin du livre de Mr. Arnaud : touchant le livre du corps & du sang du Seigneur, publié sous le nom de Bertram, & touchant l'autorité de Jean Scot ou Erigene. Avec quelques augmentations importantes faites à la Réponse au livre de M. Arnaud, par l'auteur mesme, Quevilly, Jean Lucas, demeurant à Roüen, 1671.